# Kathedrale von Modena

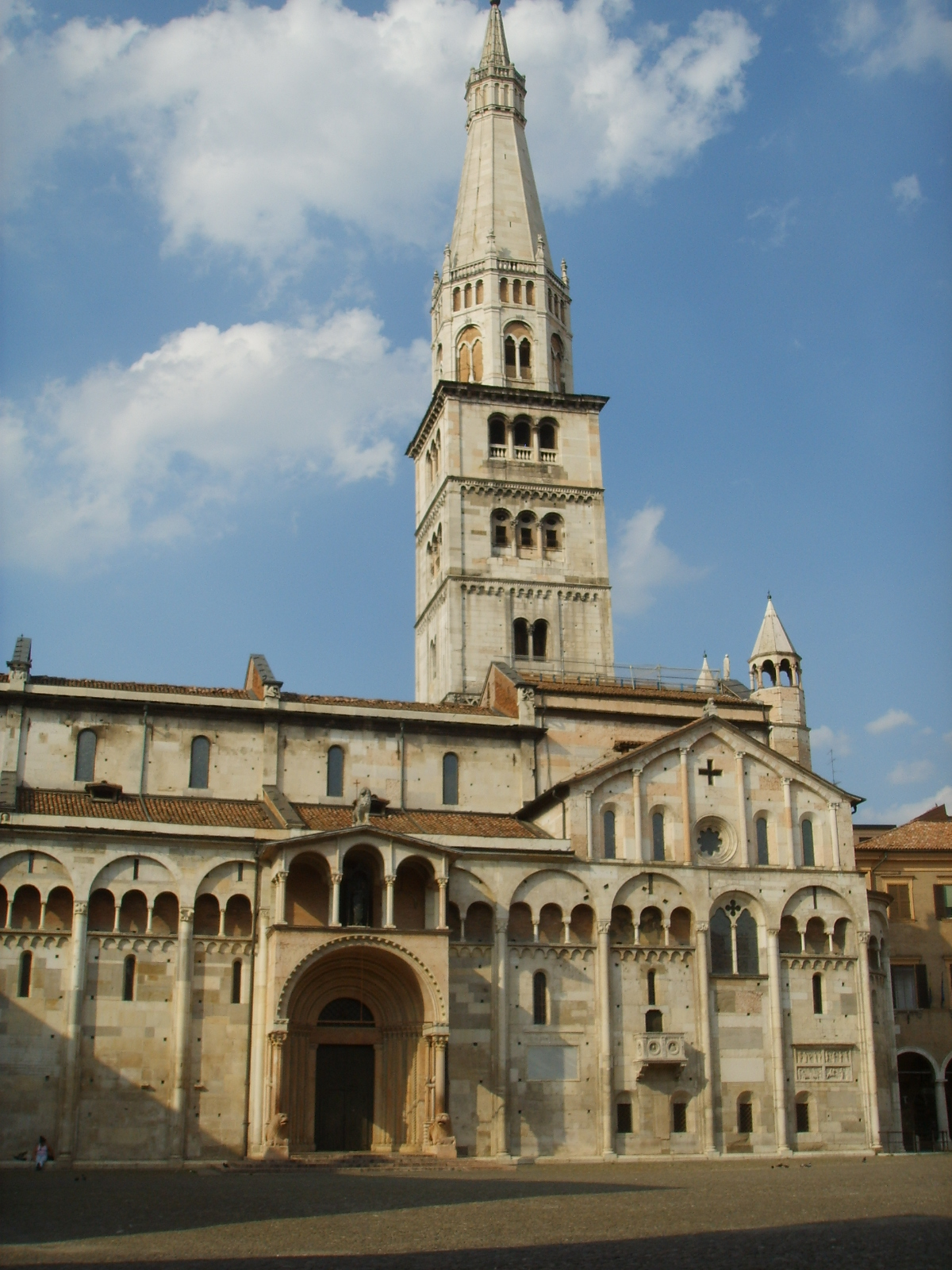
Kathedrale von Modena

Die Kathedrale von Modena (italienisch Cattedrale metropolitana di Santa Maria Assunta in Cielo e San Geminiano) ist eine römisch-katholische Kirche im romanischen Baustil in der italienischen Stadt Modena. Sie ist die Kathedrale der Erzdiözese Modena-Nonantola und wurde im Jahr 1184 geweiht. Die Kathedrale ist eins der bedeutendsten romanischen Bauwerke in Europa und von der UNESCO als Weltkulturerbe anerkannt.

## Geschichte
Das alte Modena (Mutina) war eine blühende römische Kolonie an der Via Emilia, das nach dem 4. Jahrhundert durch Invasionen, Erdbeben und Überschwemmungen fast vollständig zerstört wurde und allmählich verfiel. Die Bewohner waren daher gezwungen, die Stadt zu verlassen und sich an anderer Stelle (heute Cittanova, ein Vorort von Modena) anzusiedeln. Gegen Ende des 9. Jahrhunderts wurde Modena aber wieder aufgebaut und unter Bischof Ludovicus befestigt.
Die beiden seit dem 5. Jahrhundert an der Stelle der heutigen Kathedrale errichteten Kirchen wurden beide zerstört. In der Mitte des 11. Jahrhunderts wurde die erste Kirche durch eine größere ersetzt, die jedoch schon bald nicht mehr ausreichend groß war, so dass die Menschen bereits gegen Ende des Jahrhunderts beschlossen, eine neue Kirche zu bauen.

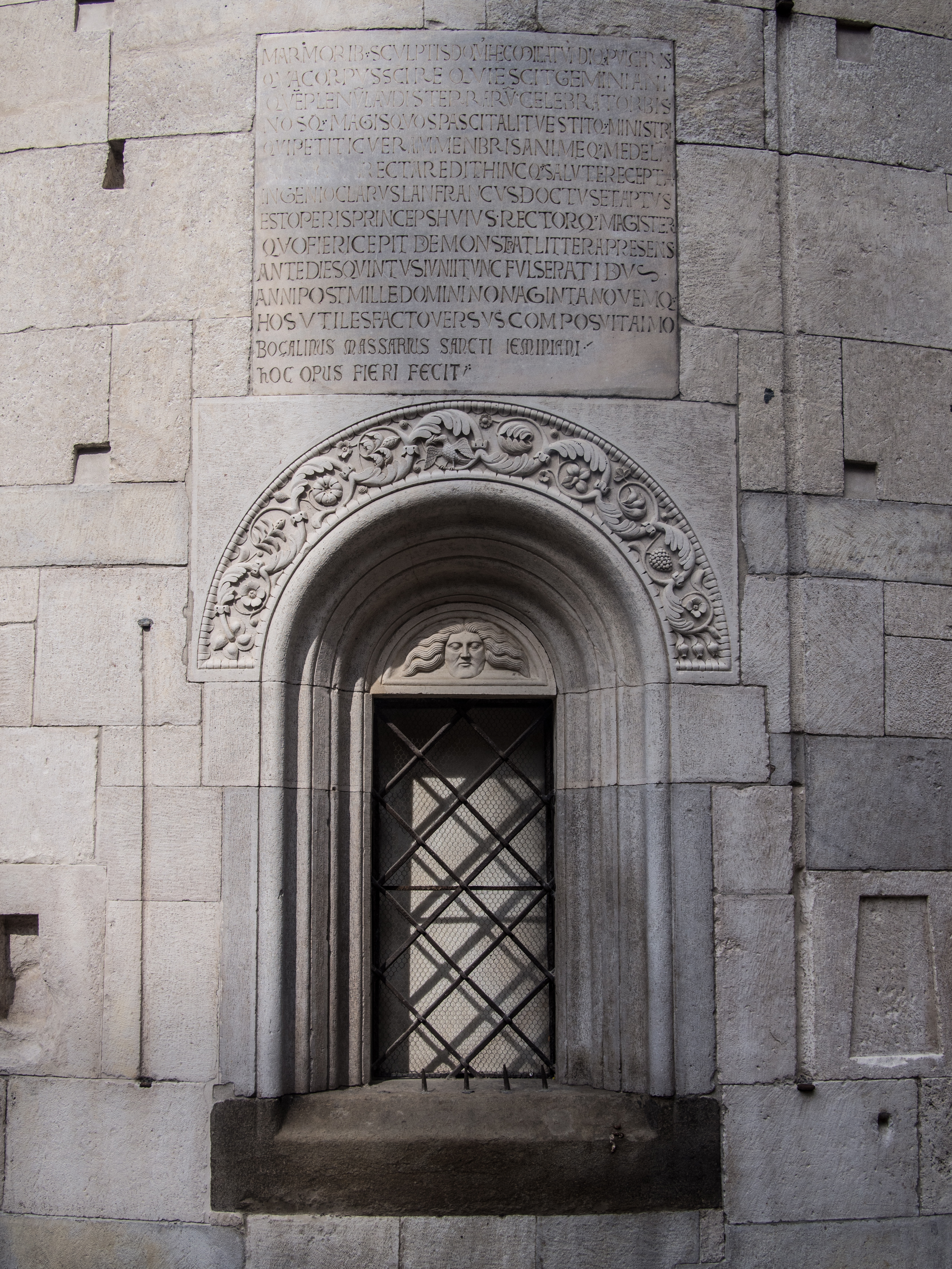
Inschrift an der Apsis

Infolge eines Streits zwischen Papsttum und Reich wurde der damalige Bischof Eriberto 1081 von Papst Gregor VII. wegen seiner Sympathie für König Heinrich IV. (Gang nach Canossa) und den Gegenpapst Clemens III. exkommuniziert. Da der Papst aber keinen Kandidaten finden konnte, den die Einwohner von Modena akzeptieren konnten, blieb die Diözese einige Jahre ohne Bischof. Erst im Jahr 1100 ernannte Papst Urban II. einen neuen Bischof. Zu dieser Zeit hatten die Einwohner von Modena aber bereits ohne Beteiligung eines Bischofs beschlossen, eine neue große Kathedrale zu bauen und hatten schon mit den Bauarbeiten begonnen.
Die von den Einwohnern von Modena in völliger Unabhängigkeit von der kaiserlichen und kirchlichen Behörde getroffene Entscheidung war bezeichnend für das Streben nach Selbstbestimmung und Freiheit in Modena. Die Kathedrale war das Symbol des Anspruchs auf Autonomie und Freiheit einer Gemeinde und führte einige Zeit später zur Gründung einer freien Kommune (1135).
Die Arbeiten an der heutigen Kathedrale begannen im Jahre 1099 unter der Leitung des Baumeisters Lanfranco. Der erste Stein wurde am 9. Mai 1099 mit Unterstützung der Mathilde von Tuszien (Mathilde von Canossa) gelegt, einer der mächtigsten Frauen im 11. und 12. Jahrhundert in Norditalien. Auf einer Gedenktafel außerhalb der Hauptapsis wird der 23. Mai 1099 als Tag der Gründung der neuen Kathedrale in Modena und auch der Name des Architekten Lanfranco angegeben.
Die Kathedrale wurde von Papst Lucius III. am 12. Juli 1184 geweiht. Fertiggestellt wurde die Kathedrale allerdings erst im Jahr 1322.
Die Kathedrale ist nach dem Bischof von Modena (349) und Schutzpatron der Stadt benannt: San Geminiano. Seine sterblichen Überreste wurden 1106 im Beisein von Papst Paschalis II. und der Gräfin Mathilde von Tuszien feierlich aus seinem Grab in der alten Kirche in die Krypta der neuen Kathedrale überführt.
Weiters ist in der Kathedrale Herzog Ercole III. d’Este begraben, sein Grabmal wurde von dem Bildhauer Giuseppe Pisani 1808 geschaffen.

## Architektur

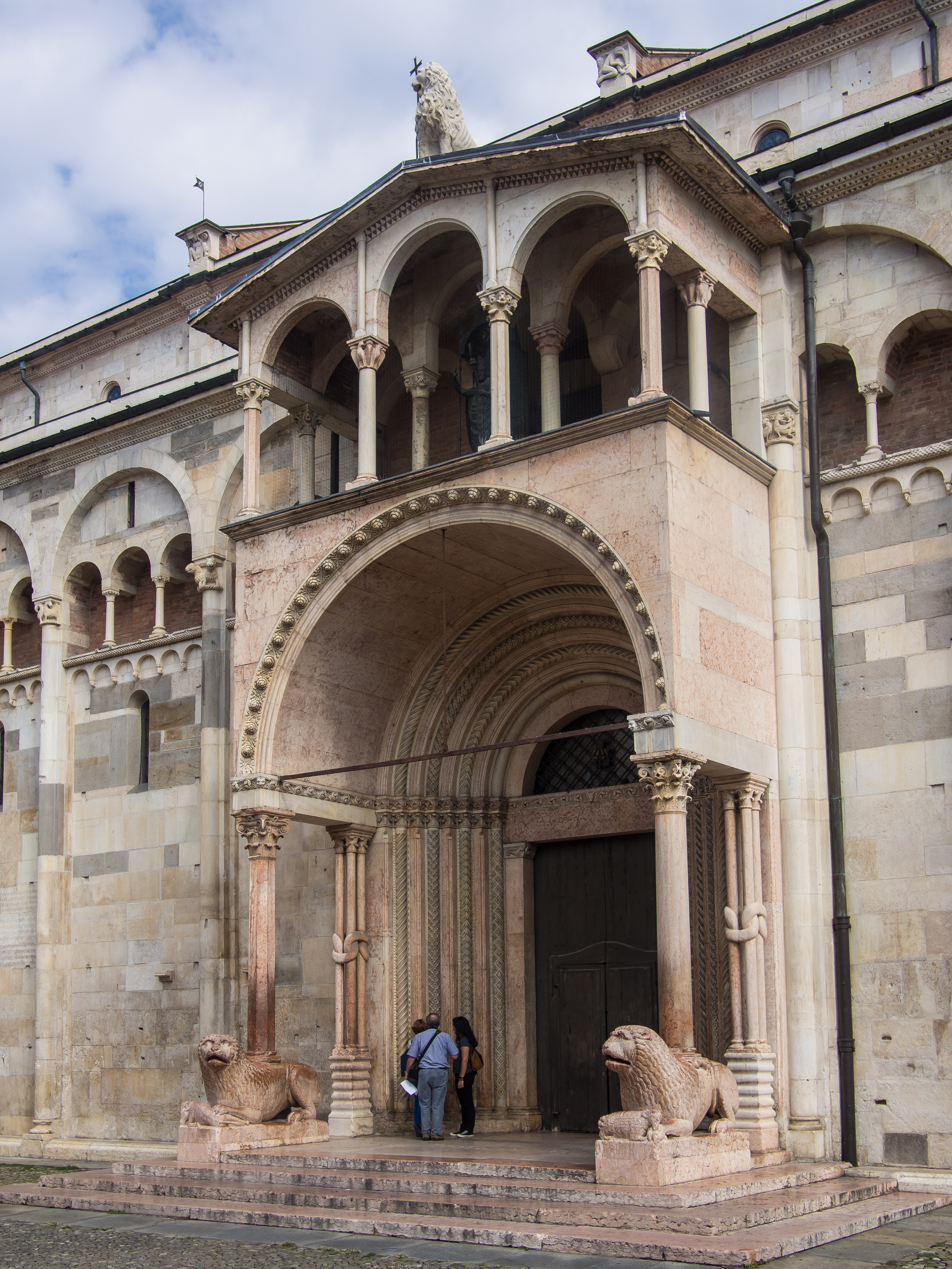
Romanisches Hauptportal (Südportal, „Porta regia“)

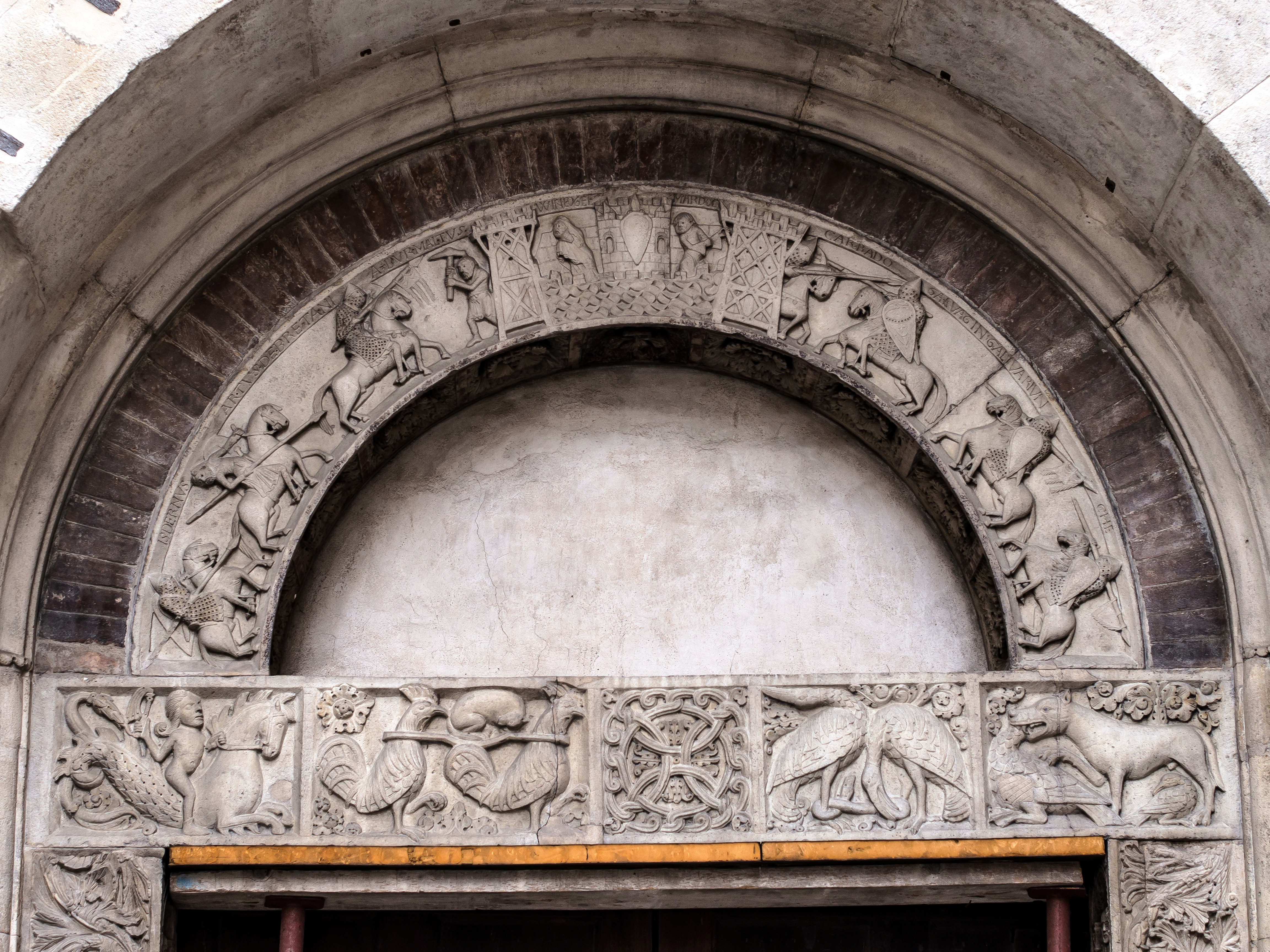
Bogen des Nordportals „Porta della Pescheria“

Die Kathedrale von Modena gilt als eines der bedeutendsten romanischen Bauwerke in Europa, weist aber auch Bauelemente aus anderen Stilepochen wie der Gotik und der Renaissance auf.

### Glockenturm
Der Glockenturm Torre Ghirlandina ist ein Wahrzeichen der Stadt und fünfgeschoßig etwa 86 Meter hoch. Der für Italien typische freistehende (also nicht direkt mit der Kirche verbundene) campanile wurde 1169 im romanischen Stil begonnen und im 14. Jahrhundert mit einer gotischen Turmspitze nach einem Entwurf von Arrigo da Campione vollendet. Seinen Namen erhielt der Torre Ghirlandina nach zwei girlandenartigen Marmorgeländern im Bereich der Turmspitze. 
Im Inneren des Turms wird in der mit Fresken des 15. Jahrhunderts geschmückt Sala della Secchia eine Kopie des Gemäldes Secchia rapita aufbewahrt. Das Bild erinnert an die Zeit, in der in dem Turm Wertgegenstände der Gemeinde aufbewahrt wurden. Die Kapitelle im fünften Stock sind im Stanza dei Torresani gehauen.

### Fassaden
Die Außenwände der Kirche sind mit weißen Marmorplatten verkleidet, zwischen die sich rötliche und graue Steine mischen, weshalb sich ein abwechslungsreiches Erscheinungsbild ergibt. Das eigentlich tragende Mauerwerk ist Mischmauerwerk aus wiederverwendeten Baumaterial römischer Ruinen. Gegliedert wird die Zierfassade durch Zwerggalerien und Blendarkaden. An den Rückwänden der Zwerggalerien tritt der Backstein zutage. Das prächtige gotische Radfenster auf der Seite des Hauptportals und die zwei aufgesetzten Türmchen sowie die beiden eher schlichten Seitenportale schufen Steinmetze aus Campione. Die Arbeiter aus dem norditalienischen Städtchen bei Lugano waren über Generationen an den Bauarbeiten beteiligt und konnten die Kathedrale 1322 fertigstellen.
Die Fassade der Kathedrale hat bemerkenswerte Reliefs, die von dem Bildhauer Wiligelmus, einem Zeitgenossen von Lanfranco stammen. Diese Reliefs enthalten Porträts von Propheten und Patriarchen, aber auch biblische Geschichten, und stellen erdverbundene Meisterwerke romanischer Skulpturen dar. Wissenschaftler wiesen besonders auf die Darstellung von Adam und Eva, der Erbsünde, des Opfers Kains, das dem Herrn nicht willkommen war, und seiner Tötung durch Lamech sowie der Arche Noah als Symbol der Römischen Kirche hin, ein Bildprogramm, das im Zusammenhang mit der Abwendung von den „Ketzern“ unter dem Gegenpapst Clemens III. steht. Das Fischmarktportal (porta della pescheria) trägt eine andere künstlerische Handschrift und ist mit Szenen aus der Artuslegende geschmückt.

### Inneres

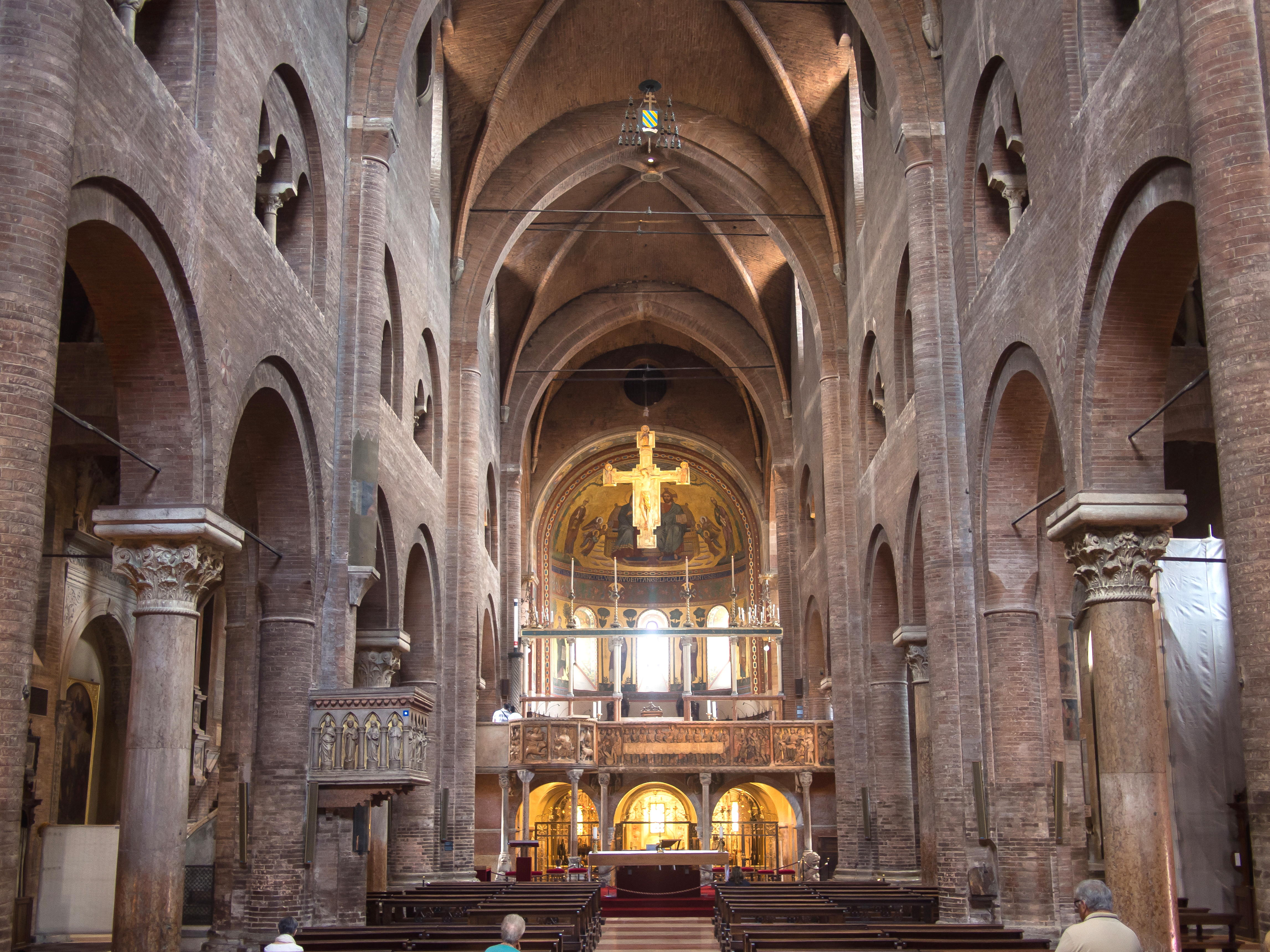
Mittelschiff nach Osten: vorn links die Kanzel, hinten Apsis, Brüstung mit Ambo, Sicht in die Krypta

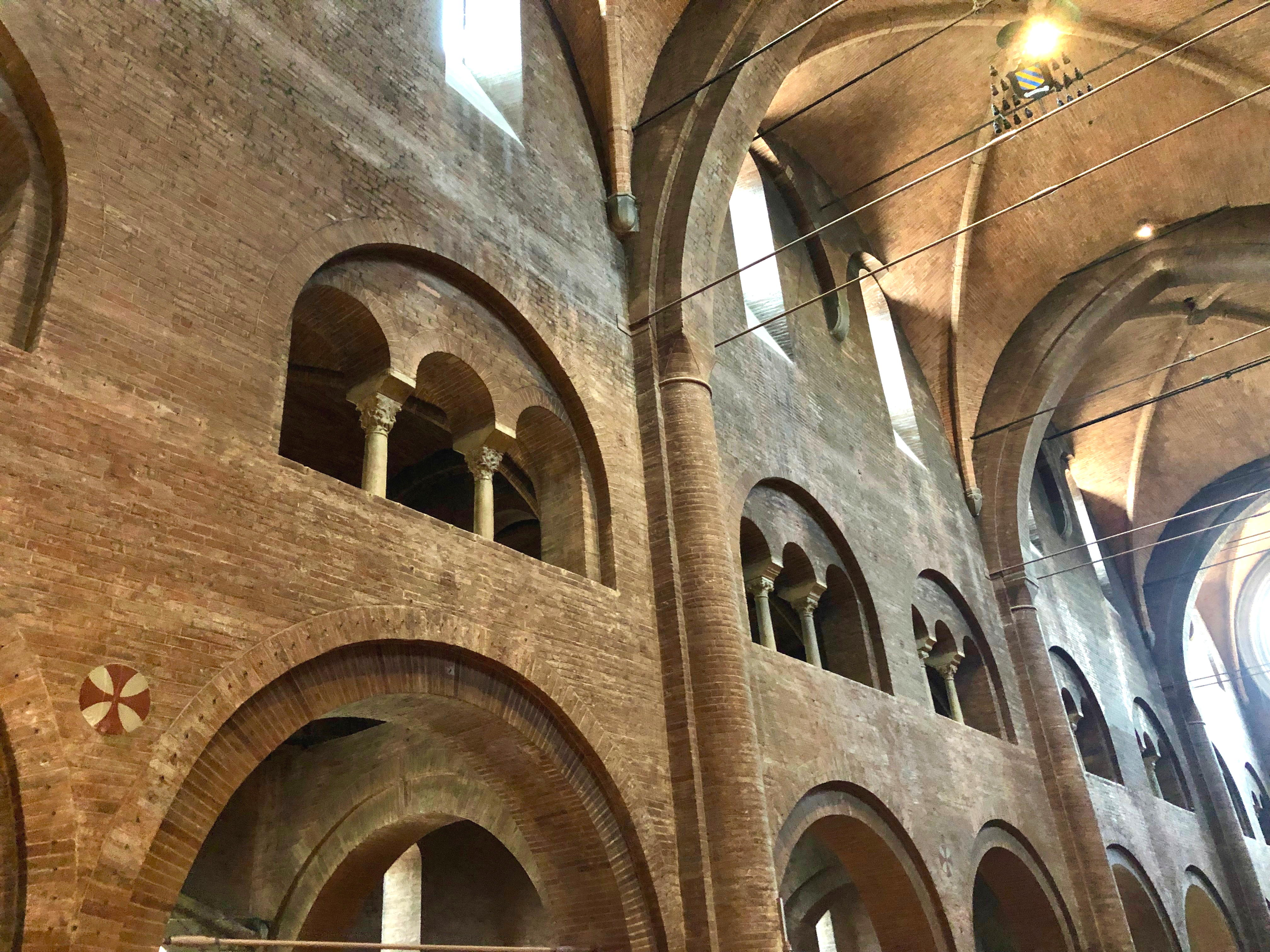
Rundbogige Wandöffnungen, spitzbogige Gurtbögen, jüngere Kreuzrippengewölbe über Mittelschiff und Emporenräumen

Im Gegensatz zu den Fassaden dominiert im Kirchenraum sichtbarer Backstein.
Den Grundriss der Kathedrale bildet ein dreischiffiges Langhaus, das östlich auf ein Querhaus stößt, das seitlich nicht übersteht, aber höher ist als die Seitenschiffe. Daran schließen, jeweils über ein kurzes Zwischenjoch, drei Apsiden an, die mittlere breiter und länger als die seitlichen (Staffelchor).
Der Fußboden von Querhaus und Apsiden liegt mehrere Meter höher als der des Kirchenschiffs. Die westliche Begrenzung des oberen Niveaus bildet eine von Anselmo da Campione (ca. 1150–1210) geschaffene Brüstung aus Marmor, auf der die Passion Christi und das letzte Abendmahl dargestellt sind. Aus ihr ragt, vom Langhaus gesehen links, ein Ambo hervor. Unter diesen Räumen liegt eine ausgedehnte, kreuzgratgewölbte Hallenkrypta, eingeteilt in zahlreiche schmale Schiffe. Außergewöhnlich ist die freie Sicht aus dem Langhaus in die Kryta. Ein Altar steht vor der breiten Treppe, die aus dem Mittelschiff in die Krypta hinabführt. Die Kanzel, an einem linken Arkadenpfeiler etwas westlich jenes Altars, stammt von Arrigo da Campione und ist mit Skulpturen aus Terrakotta verziert.
Zwischen 1437 und 1455 wurden das bis dahin zum Dachstuhl offene Mittelschiff mit spätgotischen Kreuzrippengewölben aus Backstein geschlossen. Im Gegensatz zu den deutlich spitzen Gurtbögen sind die Gewölbekanten rundbogig und die Rippenverläufe nur leicht gespitzt. Ähnliche Gewölbe überspannen das Querhaus und die Räume über den Seitenschiffsemporen.
Im 18. Jahrhundert wurde die zentrale Apsis der Krypta verändert. Dank einer Schenkung konnten die Wände mit seltenem und kostbarem Marmor verkleidet werden. Außerdem wurden die Gewölbe umgebaut und mit Stuck und anderen Materialien dekoriert. Bei dieser Gelegenheit wurde auch eine neue und wertvolle Urne für die Reliquien des Heiligen hergestellt und der Altar wurde mit einer Marmorbalustrade umrahmt.
Als weitere wichtige Maßnahmen wurden im späten 19. bis Anfang des 20. Jahrhunderts der Boden verändert, die Kuppel entfernt und die Kirche mit der Sakristei verbunden, die bei dieser Gelegenheit auch einen neuen erhöhten Laufsteg im neuromanischen Stil erhielt.
In neuerer Zeit wurden an den Portalen drei bronzene Türen eingesetzt. Diese Türen fanden aber nicht die Zustimmung der Mehrheit der Bürger, da sie als zu modern angesehen wurden und keine Harmonie zu der Fassade bestehe. Nach einem Streit auch nationaler Kunstkritiker veranlasste das Domkapitel schließlich, die Bronzetüren wieder durch Holztüren zu ersetzen.
Von 2007 bis 2014 wurde der Dom umfassend renoviert.

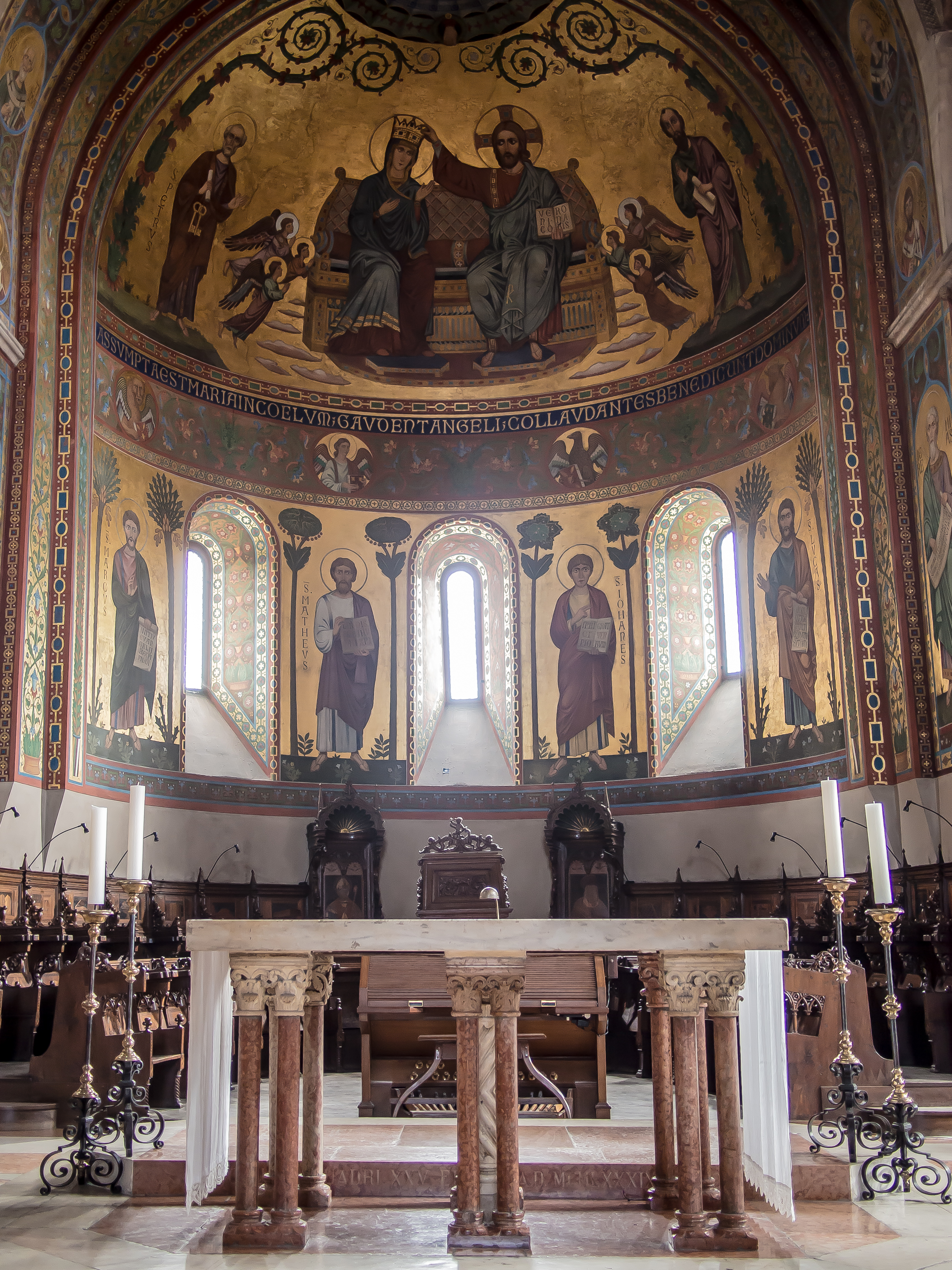
Hauptapsis
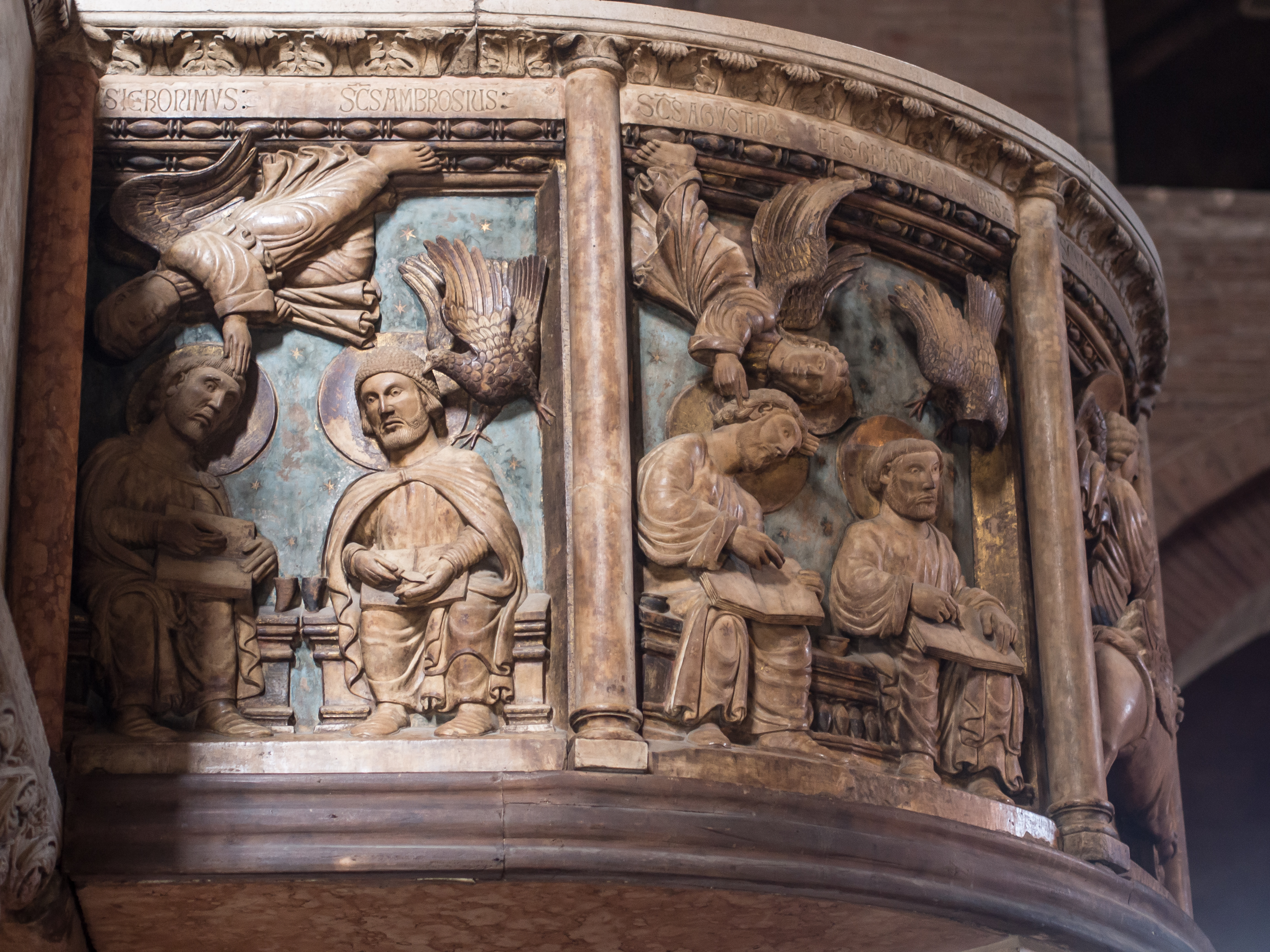
Detail der Marmorbrüstung von Anselmo da Campione
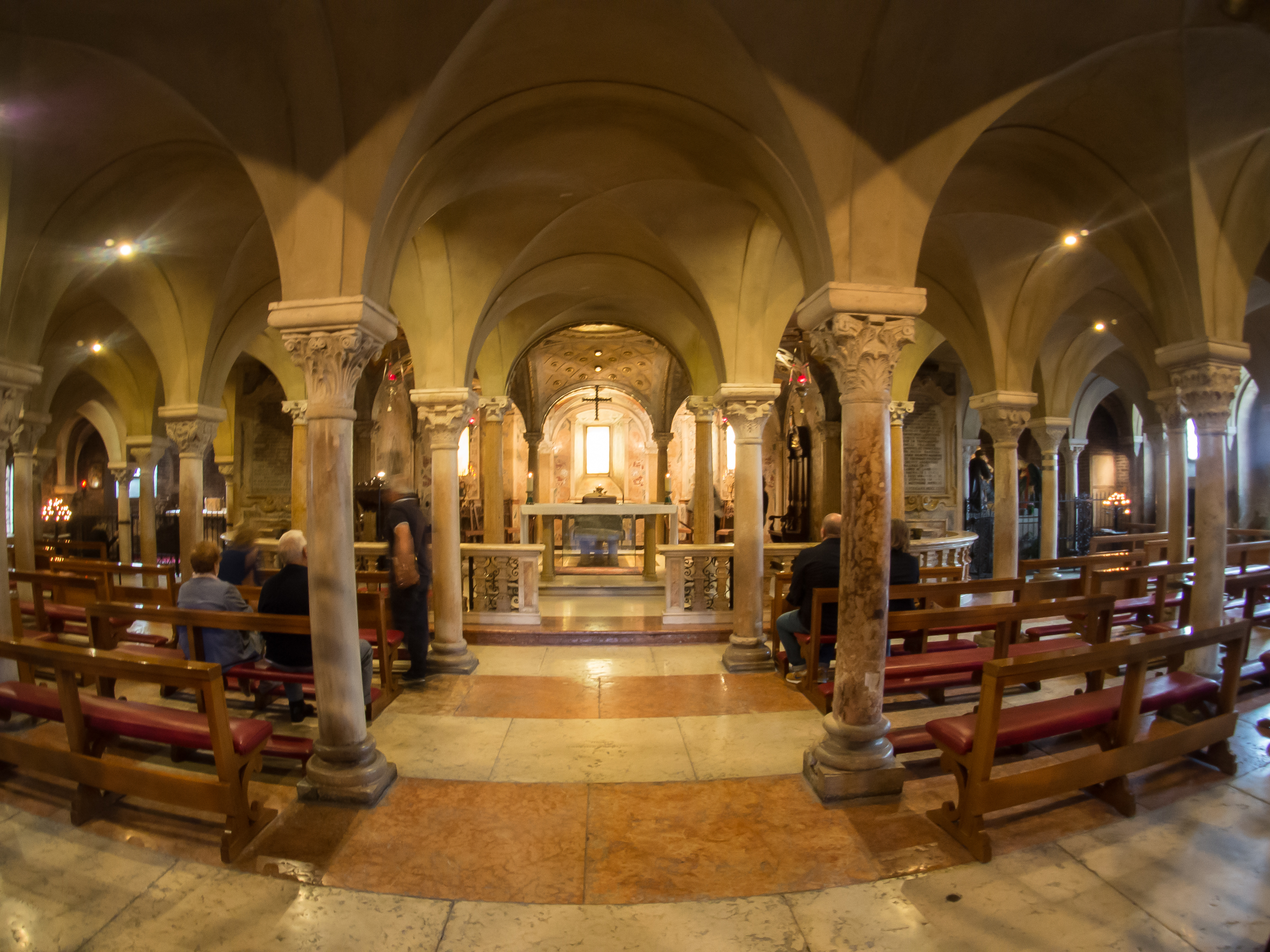
Krypta
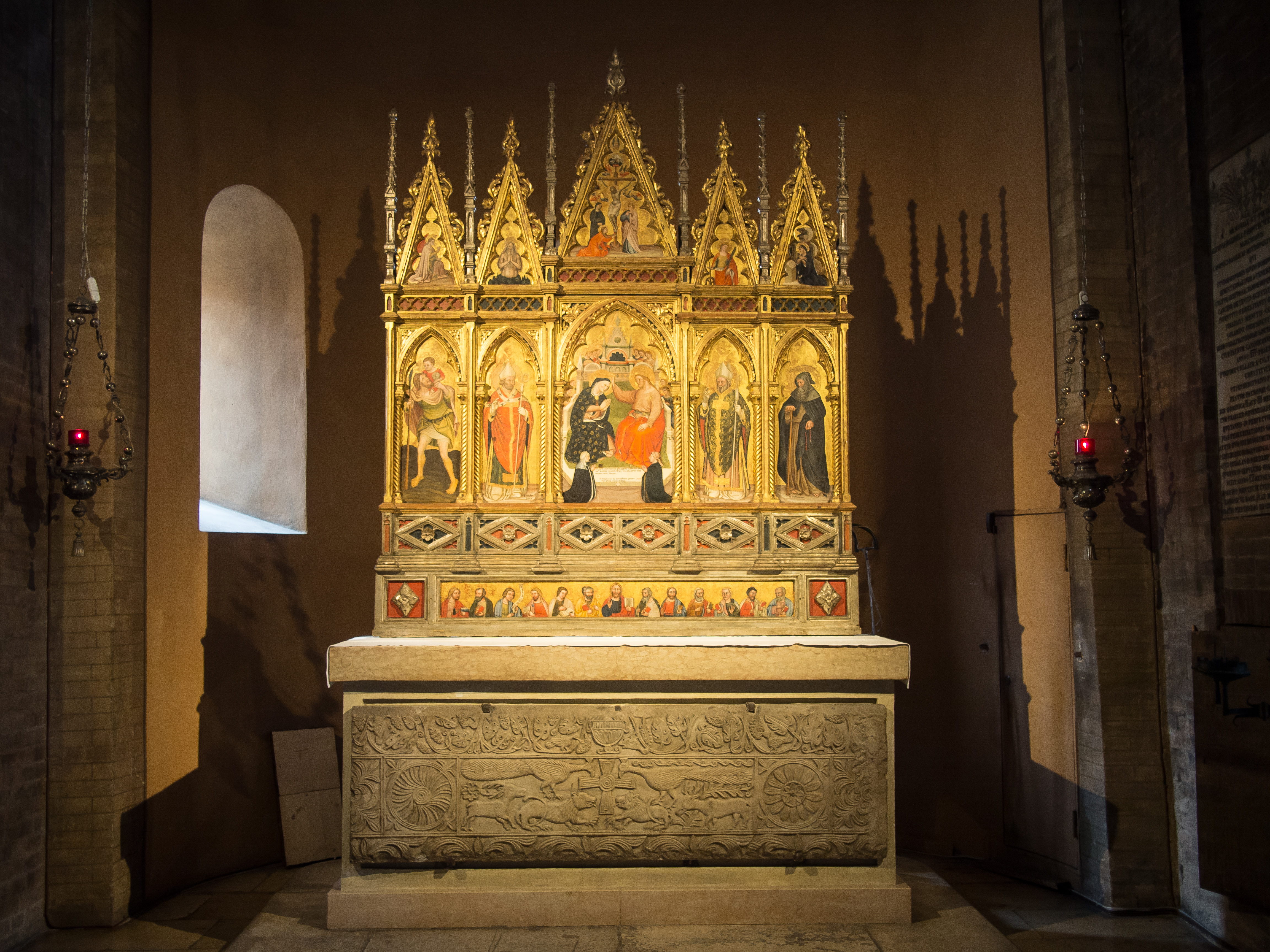
Detail Sarkophag
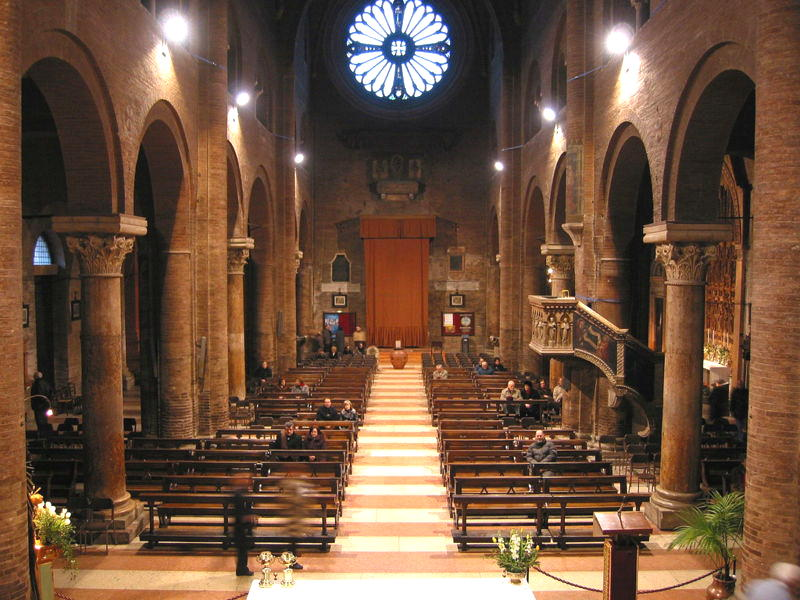
Mittelschiff von der Querhausbrüstung nach Westen

## Orgeln
In der Kathedrale gibt es zwei Orgeln. Zum einen befindet sich im Dom ein kleines mechanisches Instrument aus dem Jahre 1719, das von Giandomenico Traeri erbaut wurde. Die Orgel hat 5 Register (Principale 8′, VIII-XV, XIX, XV-XXII und XXII-XXVI auf einem Manual) und hat ein angehängtes Pedal.
Die Hauptorgel wurde 1934 von der Orgelbaufirma Vegezzi Bossi erbaut. Das Instrument hat 38 Register auf zwei Manualen und Pedal. Die Trakturen sind elektro-pneumatisch.
| I Hauptwerk C-h3   |     |
| Principale         | 16′ |
| Principale         | 8′  |
| Diapason           | 8′  |
| Gamba              | 8′  |
| Dulciana           | 8′  |
| Bordone            | 8′  |
| Corno Camoscio     | 8′  |
| Flauto a camino    | 4′  |
| Ottava             | 4′  |
| Decimaquinta       | 2′  |
| Ripieno Grave VIII |     |
| Ripieno Acuto IV   |     |
| Voce Umana         | 8′  |
| Tromba             | 8′  |
| Tremolo            |     |

| II Schwellwerk C-h3 |        |
| Controgamba         | 16′    |
| Flauto              | 8′     |
| Eufonio             | 8′     |
| Viola Orchestra     | 8′     |
| Silvestrina         | 8′     |
| Principale          | 4′     |
| Flauto              | 4′     |
| Nazardo             | 2 ⁄3′  |
| Flautino            | 2′     |
| Terzina             | 1 3⁄5′ |
| Cornetto            |        |
| Ripieno             |        |
| Celeste             | 8′     |
| Concerto Viole      | 8′     |
| Oboe                | 8′     |
| Voce Corale         | 8′     |

| Pedalwerk C-f1 |     |
| Basso Acustico | 32′ |
| Contrabbasso   | 16′ |
| Subbasso       | 16′ |
| Violone        | 16′ |
| Basso          | 8′  |
| Bordone        | 8′  |
| Cello          | 8′  |
| Corno          | 4′  |
| Tremolo        |     |

- Koppeln: Normalkoppeln, Sub- und Superoktavkoppeln

## Besondere Ereignisse
Im November 1938 stürzte sich der Verleger Angelo Fortunato Formiggini aus Verzweiflung über die antisemitische Gesetzgebung der italienischen Regierung vom Glockenturm des Doms.
Am 8. September 2007 fand in der Kathedrale von Modena die Trauerfeier für den berühmten Tenor Luciano Pavarotti statt. Etwa 100.000 Menschen nahmen vom 6. bis 8. September 2007 Abschied von Pavarotti, der im offenen Sarg aufgebahrt war. Bei der weltweit vom Fernsehen übertragenen Trauermesse verlas Erzbischof Benito Cocchi auch ein Beileidswort von Papst Benedikt XVI. Musikalisch wurde die Trauerfeier vom Chor der Stadt Modena, von der Sopranistin Rajna Kabaiwanska, dem Flötisten Andrea Griminelli und dem Tenor Andrea Bocelli begleitet.